# Lesław Wojtasik

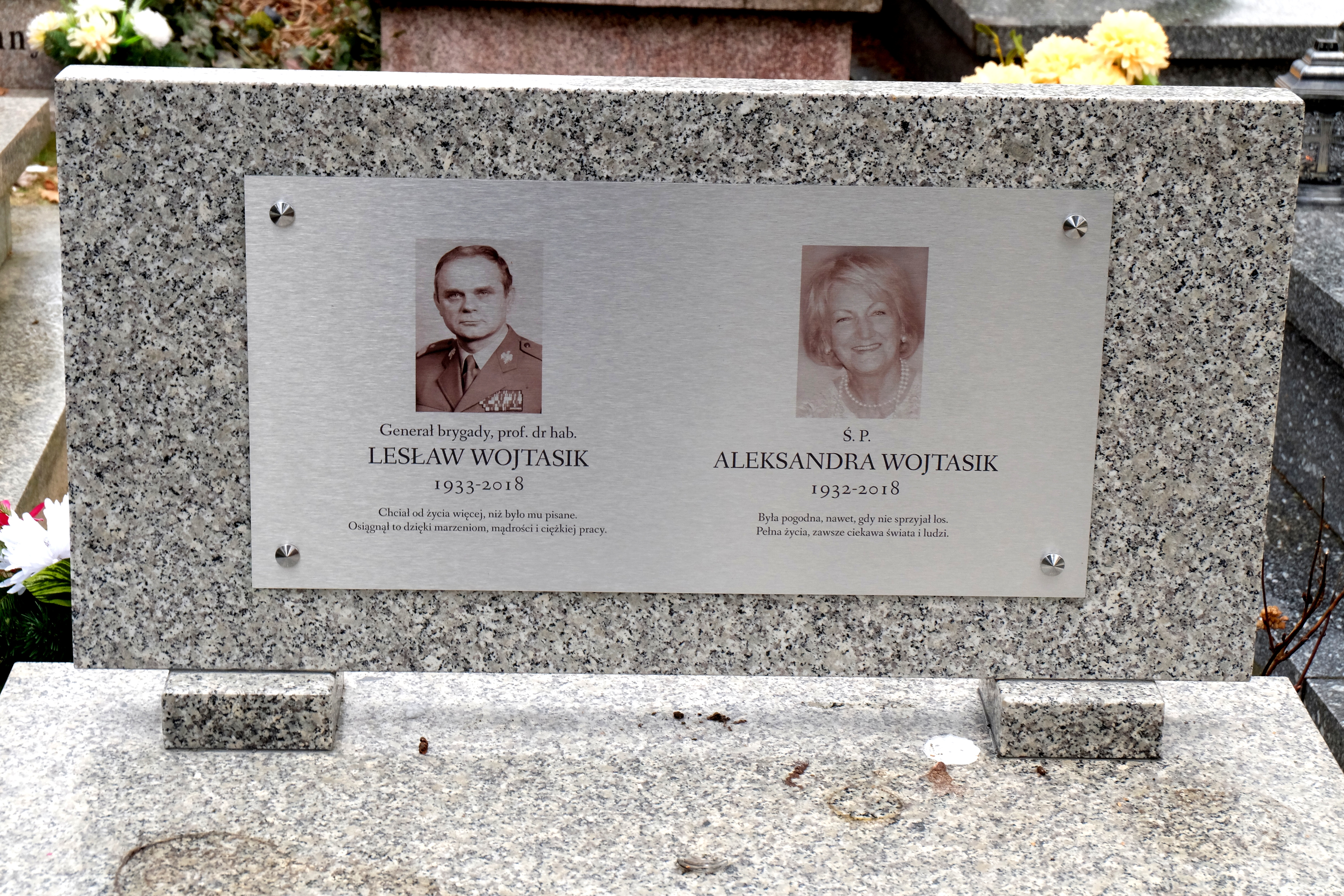
Grób Lesława Wojtasika na Cmentarzu Wojskowym na Powązkach

Lesław Wojtasik (ur. 24 stycznia 1933 w Sosnowcu, zm. 31 października 2018 w Warszawie) – generał brygady Sił Zbrojnych PRL, oficer polityczny, profesor doktor habilitowany nauk humanistycznych, zastępca szefa Głównego Zarządu Politycznego WP w latach 1983–1989.

## Życiorys
Syn Stanisława i Władysławy z Jałowieckich. Absolwent Technikum Energetycznego w Nysie, od września 1951 elew Oficerskiej Szkoły Politycznej w Łodzi. 10 października 1952 promowany do stopnia podporucznika w korpusie oficerów politycznych i wyznaczony na stanowisko instruktora Związku Młodzieży Polskiej w 21 Samodzielnym Pułku Moździerzy w Brodnicy. W latach 1953–1954 był pomocnikiem szefa wydziału politycznego 27 Brygady Moździerzy w Brodnicy. 1954–1960 studiował na Wydziale Pedagogicznym Akademii Wojskowo-Politycznej w Warszawie (od 1958 Wojskowej Akademii Politycznej). Po ukończeniu studiów i otrzymaniu tytułu magistra był wykładowcą i starszym wykładowcą przedmiotów społeczno-politycznych w Oficerskiej Szkole Artylerii w Toruniu. W latach 1967–1983 pracownik naukowy Wojskowej Akademii Politycznej, początkowo jako starszy pomocnik kierownika pracowni, od 1970 kierownik pracowni badań problemów psychologiczno-społecznych Ośrodka Badań Społecznych tej akademii. W 1969 uzyskał stopień doktora nauk humanistycznych, a w 1973 stopień doktora habilitowanego nauk humanistycznych w Wojskowej Akademii Politycznej. W latach 1972–1978 był adiunktem i później kierownikiem zakładu – docentem Instytutu Badań Społecznych WAP. Od 1980 zastępca komendanta, a od 1982 komendant tego instytutu. Równolegle był wykładowca Wydziału Dziennikarstwa Uniwersytetu Warszawskiego.
W okresie stanu wojennego w Polsce (1981–1983) był pełnomocnikiem Komitetu Obrony Kraju – komisarzem wojskowym w Polskim Radio. 28 kwietnia 1982 uchwałą Rady Państwa PRL otrzymał tytuł profesora nadzwyczajnego nauk humanistycznych.
Od marca 1983 do stycznia 1989 zastępca szefa Głównego Zarządu Politycznego WP – szef Zarządu Propagandy i Agitacji. Równolegle pełnił też funkcję rzecznika prasowego Ministerstwa Obrony Narodowej. 27 września 1984 mianowany generałem brygady; nominację wręczył mu w Belwederze przewodniczący Rady Państwa prof. Henryk Jabłoński. Od stycznia 1989 do lutego 1990 zastępca dowódcy Warszawskiego Okręgu Wojskowego ds. politycznych – szef Zarządu Politycznego. Następnie przebywał w dyspozycji Ministra ON. W kwietniu 1991 pożegnany przez ministra obrony narodowej wiceadmirała Piotra Kołodziejczyka w związku z zakończeniem zawodowej służby wojskowej, po czym 4 czerwca 1991 przeniesiony do rezerwy w wieku 58 lat.
Został pochowany w grobie rodzinnym na Cmentarzu Wojskowym na Powązkach (kwatera C4, rząd 2, grób 2). Pogrzeb odbył się bez asysty wojskowej.
Autor ponad 700 artykułów, opracowań i publikacji z dziedziny psychologii społecznej i teorii komunikacji masowej.

## Wybrane publikacje
- Zarys psychologii propagandy, PWN, Warszawa 1973
- Psychologia Propagandy Politycznej, PWN, Warszawa 1975
- Teoria i praktyka politycznej propagandy wizualnej, Książka i Wiedza, Warszawa 1977
- Zakładowe ośrodki pracy ideowo-wychowawczej: zadania i model działania, Książka i Wiedza, Warszawa 1978
- Agitacja polityczna: poradnik dla agitatora, Książka i Wiedza, Warszawa 1979
- Elementy socjotechniki „Solidarności”, Wydawnictwo MON, Warszawa 1982
- Nastroje społeczne, Książka i Wiedza, Warszawa 1982
- Strategia i taktyka podziemnej „Solidarności”: dla aktywu PZPR zainteresowanego problematyka̧ walki ideologicznej, Książka i Wiedza, Warszawa 1982
- Podziemie polityczne, Książka i Wiedza, Warszawa 1983
- Agitacja polityczna, Wydawnictwo MON, Warszawa 1986
- Szkice z teorii i praktyki reklamy, Wyższa Szkoła Hotelarstwa i Gastronomii w Poznaniu, Poznań 2011 (współautor)

## Życie prywatne
Mieszkał w Warszawie, żonaty z Aleksandrą, troje dzieci.

## Odznaczenia i nagrody
- Krzyż Oficerski Orderu Odrodzenia Polski (1983)[7]
- Złoty Krzyż Zasługi (1983)
- Złoty Medal „Siły Zbrojne w Służbie Ojczyzny” (1975)
- Złoty Medal „Za zasługi dla obronności kraju” (1976)
- Medal 40-lecia Polski Ludowej
- Złoty Medal „Za Zasługi w Umacnianiu Przyjaźni PRL-ZSRR” (1987, TPPR)[8]
- Nagroda Ministra Obrony Narodowej I stopnia w dziedzinie nauk społecznych (1969)
- Nagroda „Trybuny Ludu” za upowszechnianie ideologii partii i za wkład w rozwój badań społecznych (1983)[9]
- Srebrne Pióro Żołnierza Wolności za publicystykę w dziedzinie psychologii, pedagogiki, socjologii i prawa (1977)[10]

I wiele medali i odznaczeń ministerialnych, organizacyjnych i regionalnych.